# Мэри Поппинс
Мэ́ри По́ппинс (англ. Mary Poppins) — героиня сказочных повестей английской детской писательницы Памелы Трэверс, няня-волшебница, воспитывающая детей в одной из лондонских семей. Книги о Мэри Поппинс, первая из которых вышла в 1934 году, приобрели огромную популярность во всём мире. В Советском Союзе и России пользовались популярностью повести о Мэри Поппинс в переводе Бориса Заходера.
По книгам Трэверс было снято 3 фильма (два в США и один в СССР) и 2 телеспектакля (по одному в США и в СССР).

## Сюжет
Первая повесть о волшебной няне начинается с описания неустроенного быта семьи Бэнксов, где не слишком удачливый глава семейства вместе с женой не может управиться с детьми. Бэнксы одну за другой нанимают нянь, но эти попытки оканчиваются неудачно, пока ответственный пост в доме не занимает загадочная молодая дама с решительными манерами.

## Образ героини
Памела Трэверс создала образ «идеальной няни». Мэри Поппинс — молодая женщина несколько своеобразной наружности («Незнакомка была худая, с большими руками и ногами и довольно маленькими, пронзительными синими глазами»). Её отличают аккуратность и прекрасные манеры; туфли Мэри Поппинс всегда начищены, передник накрахмален, от неё исходит аромат мыла «Загар» и тостов. Всё имущество героини состоит из зонтика и большой ковровой (гобеленовой) сумки. Она умеет создавать приключения из ничего: из самых обычных предметов и при самых обычных условиях, что заставляет думать о происхождении от магов. Своих воспитанников Мэри Поппинс научила двум самым главным в жизни вещам: умению видеть сказочное в обычных вещах и не бояться любых перемен. При всём при этом за свои услуги она просит самое маленькое жалованье. В жизни Мэри есть свои тайны: она имеет бесчисленную родню с волшебным уклоном, явно неравнодушна к молодому спичечнику-художнику Берту, а также дружит с некой миссис Корри, которая помнит, как создавали Землю.
Мэри Поппинс передвигается весьма оригинальным способом — по ветру, который сама легендарная няня называет «ветром перемен»:

Тут силуэт, сгибаясь и пошатываясь под ударами ветра, открыл калитку, и дети увидели, что он принадлежит женщине. Одной рукой она придерживала шляпку, в другой тащила большую сумку. И вдруг — Майкл и Джейн не поверили своим глазам, — едва женщина вошла в садик, она поднялась в воздух и полетела прямо к дому! Да, было похоже на то, что ветер сперва донёс её до калитки, подождал, пока она откроет, а потом принёс её прямо к парадной двери. Весь дом так и задрожал, когда она приземлилась!
— Памела Трэверс. Мэри Поппинс. Часть первая. Дом № 17. Глава первая. Восточный ветер
Мэри Поппинс строга, а её строгость, однако, одинаково легко принимается как воспитанниками, так и родителями детей.

Майкл, как он ни был ошеломлён, сморщился и начал протестовать: «Я не хочу! Мне не нужно! Я не буду!» Но Мэри Поппинс не сводила с него взгляда, и вдруг Майкл почувствовал, что невозможно смотреть на Мэри Поппинс и не слушаться. Было в ней что-то странное и необыкновенное, от чего делалось и страшно, и весело! Ложка придвинулась ещё ближе. Майкл сделал глубокий вздох, закрыл глаза и глотнул.
— Памела Трэверс. Мэри Поппинс. Часть первая. Дом № 17. Глава первая. Восточный ветер

Мэри Поппинс удивлённо посмотрела на неё. «Порядочные люди, мадам, — возразила она, — всегда предоставляют каждый второй четверг, и с часу до шести. На такие же условия соглашусь и я, или…» — она выдержала паузу, и миссис Бэнкс сразу поняла, что именно эта пауза означает. А означала она то, что если Мэри Поппинс не получит, чего хочет, она не останется здесь больше ни минуты.
— Памела Трэверс. Мэри Поппинс. Глава вторая. Выходной

## Трактовки
Оригинальная трактовка образа Мэри Поппинс принадлежит современному писателю, поэту и литературоведу Дмитрию Быкову, считающему её не однозначно позитивным персонажем, «не английской няней», а «типично советским явлением». По мнению критика, на Памелу Трэверс повлияло посещение ею в 1932 году СССР, «империи Люцифера», где она познакомилась с советской системой воспитания в школах и детских садах, а также встретилась с тамошними «Леди Совершенство», являвшимися «носительницами люциферианства», под личиной позитивистского просветительства прививавшими детям богоборческие идеи.

## Книги о Мэри Поппинс

### Основная трилогия
- Мэри Поппинс (англ. Mary Poppins), 1934 (в русских переводах также «Дом № 17» и «Мэри Поппинс с Вишнёвой улицы»)
- Мэри Поппинс возвращается (англ. Mary Poppins Comes Back), 1935
- Мэри Поппинс открывает дверь (англ. Mary Poppins Opens the Door), 1943

### Приложения
- Мэри Поппинс в парке (англ. Mary Poppins in the Park), 1952 (в русском переводе также «С днём рождения, Мэри Поппинс!»)
- Мэри Поппинс от А до Я[6] (англ. Mary Poppins From A to Z), 1962
- Мэри Поппинс на кухне (англ. Mary Poppins in the Kitchen), 1975 (в русских переводах также «Поваренная книга Мэри Поппинс» и «Поваренная книга Мэри Поппинс от А до Я»)
- Мэри Поппинс в Вишнёвом переулке (англ. Mary Poppins in Cherry Tree Lane), 1982 (в русском переводе также «Мэри Поппинс на Вишнёвой улице»)
- Мэри Поппинс и соседний дом (англ. Mary Poppins and the House Next Door), 1988 (в русском переводе также «Мэри Поппинс и дом по соседству»)

## Мэри Поппинс в повседневной жизни
Имя знаменитой английской няни стало нарицательным. Так традиционно называют хороших нянь и воспитательниц, так как, несмотря на внешние, показные строгость, чопорность и высокомерие, Мэри Поппинс — женщина с очень добрыми и ласковыми сердцем и душой, готовая прощать незначительные, несерьёзные погрешности своим воспитанникам. Мэри искренне любит всех своих воспитанников, заботится о них и готова, если потребуется, «горой стоять» за них (что отлично видно в главе «Жаворонок мисс Эндрю» книги «Мэри Поппинс возвращается» и в фильме 2018 года по этому произведению). В честь героини книг Памелы Трэверс называют службы и агентства по найму нянь, конкурсы воспитателей, детские развлекательные комплексы, кондитерские и кафе, марку модной женской одежды и стиль в одежде.
На рынке труда «Мэри Поппинс» называют вакансии квалифицированных специалистов с низкой зарплатой («Самая лучшая няня с самым маленьким жалованием»).

## Экранизации повестей о Мэри Поппинс
- Первой экранизацией стала телепостановка 1949 года американской студии CBS, проведенная в рамках серии передач Studio One. В роли Мэри Поппинс — Мэри Уикс. Другие роли сыграли Э. Г. Маршалл (мистер Бэнкс), будущая звезда сериала «Лесси» Том Реттиг (Майкл), Дэвид Опатошу (Берт)[15].
- «Мэри Поппинс» — американский мюзикл студии Disney 1964 года. В роли Мэри Поппинс — Джули Эндрюс[16]. История создания этой ленты описана в фильме «Спасти мистера Бэнкса» 2013 года.
- «Мэри Поппинс» — советский телеспектакль 1979 года. В роли Мэри Поппинс — Галина Кремнева.
- «Мэри Поппинс, до свидания» — советский фильм 1983 года. В роли Мэри Поппинс — Наталья Андрейченко.

- «Мэри Поппинс возвращается» — американский мюзикл студии Disney 2018 года[17], продолжение фильма 1964 года. В роли Мэри Поппинс — Эмили Блант.

## Театральные постановки

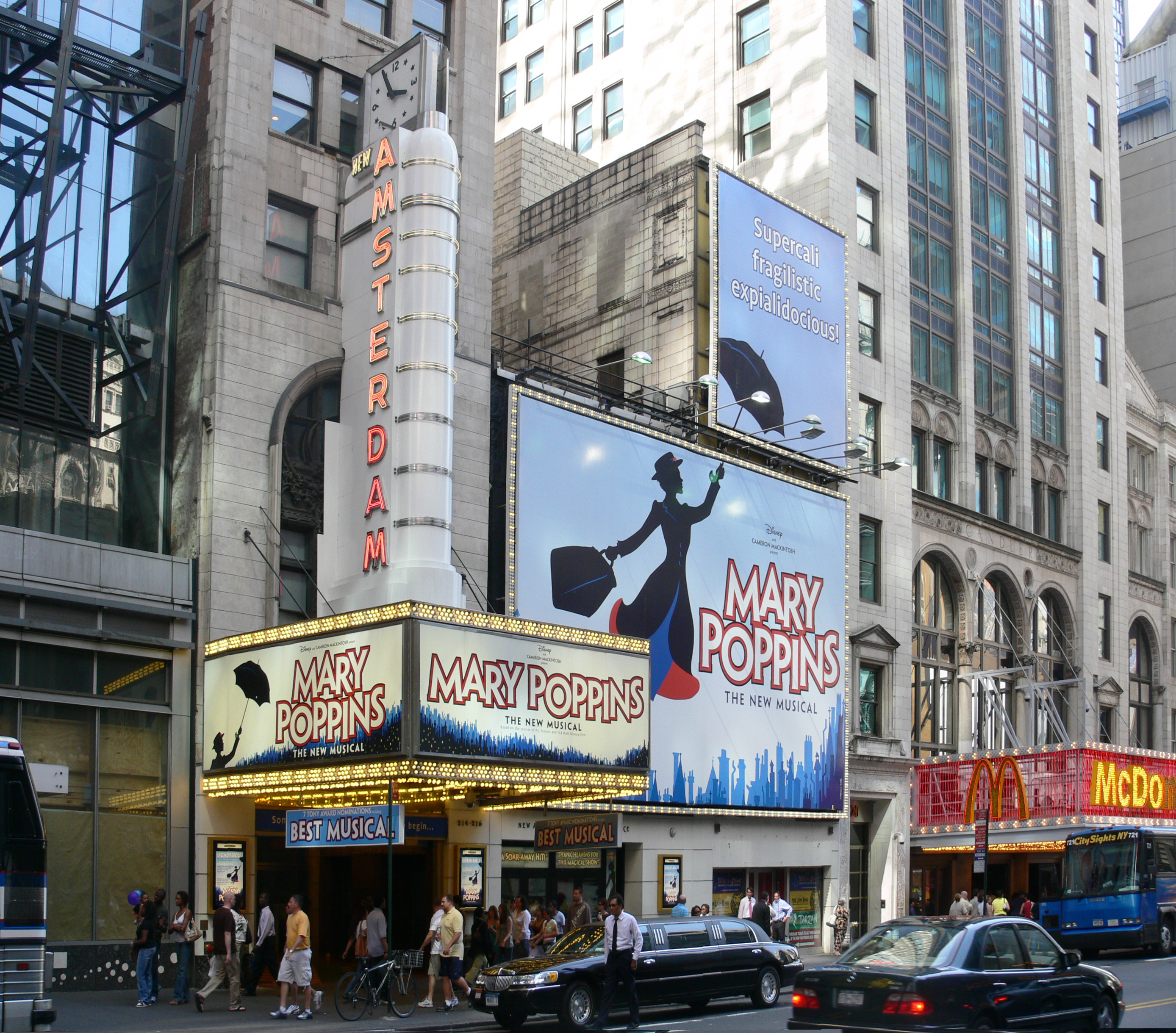
Театральная постановка диснеевского фильма Mary Poppins на Манхеттене в Нью-Йорке

- Театр им. Ермоловой поставил спектакль по мотивам книг Памелы Трэверс. Сценарист — Борис Заходер. Премьера спектакля прошла в 1976 году[18].
- В знаменитом радиоспектакле «Мэри Поппинс» в переводе и инсценировке Бориса Заходера Мэри Поппинс говорит голосом Рины Зелёной[19].
- Новая трактовка произведений о «Мэри Поппинс» представлена в Московском Театре Луны. Режиссёр — Сергей Проханов, в роли Мэри Поппинс — Валерия Ланская[20].
- Цирковая программа «Новый год с Мэри Поппинс» в Московском цирке Юрия Никулина[21].
- Спектакль «Здравствуй, Мэри Поппинс!» в Санкт-Петербургском театре «За Чёрной речкой» стал Лауреатом фестиваля «Театры Санкт-Петербурга — детям» 2001 года[22].
- В Московском государственном областном ТЮЗе под руководством Нонны Гришаевой в декабре 2014 года состоялась премьера музыкального спектакля «Леди Совершенство» в постановке Заслуженного деятеля искусств России Михаила Борисова.

### Мюзиклы
- Английский мюзикл «Mary Poppins» — лауреат пяти различных премий, полученных им в 2005 году[23]. Премьера состоялась в марте 2005 года. На премьере присутствовала первая исполнительница роли знаменитой гувернантки — Джули Эндрюс. Мюзикл оставался на лондонской сцене до января 2008 года.
- Мюзикл Максима Дунаевского «Мэри Поппинс, до свидания!» в постановке Детского музыкального театра «Карамболь» (Санкт-Петербург) номинирован на премию Золотая маска в 2004 году[24] на музыкальной основе фильма 1983 года. Режиссёр-постановщик — Леонид Квинихидзе
- Бродвейский мюзикл по произведениям Памелы Трэверс поставлен на сцене New Amsterdam Theatre в 2006 году[25]. После 2619 спектаклей шоу закрылось в марте 2013 года.